# Dengeki Maoh
Dengeki Maoh (電撃マ王 / 電撃マオウ, Dengeki Maō) est un magazine japonais mensuel de type seinen publié depuis octobre 2005 par ASCII Media Works, prépubliant des mangas, des light novels et traitant de jeux vidéo.
Une édition spéciale, Dengeki Black Maoh (電撃黒（ブラック）マ王, Dengeki Burakku Maō), est parue trimestriellement entre 19 septembre 2007 et 19 juin 2010.

## Séries prépubliées

### Dans Dengeki Maoh
- Aruite ippo
- Black Bullet
- Bokusatsu tenshi Dokuro-chan
- Disgaea 2: Cursed Memories
- eM -eNCHANTarM-
- Enburio
- Furatto rain
- Immortal grand prix
- Iriya no sora, UFO no natsu
- Itsudemo jakusansei
- Kyōsōgiga
- Lotte no omocha!
- Monster Hunter
- Persona 4
- Queen's Blade
- Rumble roses
- Rune factory 2
- Shakugan no Shana
- Spice and Wolf
- Sword Art Online: Hollow Realization
- Tales of Destiny
- Tales of the Abyss
- Tenshō gakuen gekkou roku
- Tokimeki Memorial Only Love
- Utawareru mono
- ZatsuTabi -That's Journey-

### Dans Dengeki Black Maoh
- 100yen shop kiandou
- Femme fatale
- Hanjyuku tencho
- Heavy Object
- Ichigeki sacchu!! HoiHoi-san legacy
- Kagaminochou no kaguya
- Karakasa no saien
- Kizuato
- Nanatsusa
- Persona 3 et Persona 3 - portable dengeki comic anthology
- Queen's blade sutoraguru
- Sukoshi fushigi manga Koto-chan
- Tama biyori
- Tokubetsuyomikiri~mirukashi et Tokubetsuyomikiri~the writing of secret minds
- Yamanko